# Brian Bromberg
Brian Bromberg (Tucson, 5 dicembre 1960) è un bassista, contrabbassista e produttore discografico statunitense.

## Biografia
Si avvicinò sin dall'infanzia allo studio della batteria grazie a suo padre e a suo fratello, entrambi batteristi.
All'età di 13 anni era intenzionato a perseguire la carriera di batterista, ma il leader della sua orchestra scolastica lo indirizzò verso lo studio del contrabbasso. Da allora dedicò tutto il suo tempo alla musica sottoponendosi a rigorosi programmi di studio.
Nel 1979 dopo aver suonato in numerosi concerti, Bromberg venne scoperto da Marc Johnson, contrabbassista di Bill Evans durante gli ultimi due anni della sua vita, che lo consigliò a Stan Getz, che era alla ricerca di un giovane e talentuoso contrabbassista. Nel dicembre 1979, all'età di diciannove anni, Bromberg entrò a far parte nel Stan Getz quintet con il quale girò il mondo per quasi un anno.
Nel 1986 iniziò la sua carriera da solista con la pubblicazione del suo primo album A New Day. Ma è con i suoi due successivi lavori Basses Loaded, pubblicato nel 1988, e Magic Rain, pubblicato nel 1989, che raggiunge una certa popolarità grazie alle varie trasmissioni nelle radio smooth jazz americane.
Il suo quarto album BASSically Speaking, realizzato con del vecchio materiale rimasterizzato con nuove addizioni, raggiunse la settima posizione nella Billboard sale's charts e la quinta nelle classifiche radio.
Il suo quinto lavoro, It's About Time, The Acoustic Project, che si discosta dai precedenti poiché composto da tracce di jazz acustico, arrivò alla posizione numero quattro nella mainstream jazz charts del 1991.
Bromberg tornò al genere smooth jazz con il suo album omonimo del 1993. Quest'album fu un insuccesso dato che l'etichetta distributice si ritirò dal mercato una settimana dopo la distribuzione.
Nel 1996 Bromberg firmò un contratto discografico con la Zebra records, questo evento ha determinato un punto di svolta nella carriera dell'arstista visto che con la Zebra rilascerà quello che dalla critica viene considerato uno dei suoi migliori album. L'album in questione è You Know That Feeling (1998), il suo album di maggiore successo assieme a Wood, che raggiunse la prima posizione in molte classifiche jazz. Da You know that feeling sono stati estratti tre singoli che hanno raggiunto rispettivamente la terza posizione in classifica. L'album è rimasto in classifica per 17 settimane consecutive di cui 8 mesi tra le prime dieci e quasi sei mesi tra le prime cinque.
Dopo il successo di You know that feeling Bromberg si è dedicato all'attività di produttore, arrangiatore e compositore. Nel 2002 riprende il suo lavoro in studio come solista pubblicando Wood, album dall'orientamento Straight-ahead jazz che sarà seguito da un sequel: Wood 2 (2005).
La duttilità stilistica di Bromberg si manifesta con Metal (2005), con il quale l'artista ritorna allo smooth jazz suonando sia le parti di basso sia quelle di chitarra con un "piccolo bass".
Bromberg suona un contrabbasso di Matteo Guersam dei primi anni del Settecento ed usa bassi Dean, Bob Mick, Mick Donner e Peavey associati ad amplificatori Epifani.

## Discografia
- 1985 - BASSically Speaking
- 1985 - New Day
- 1988 - Basses Loaded
- 1989 - Magic Rain
- 1991 - It's About Time: The Acoustic Project
- 1993 - Brian Bromberg
- 1997 - You Know That Feeling
- 2002 - Wood
- 2002 - Jaco
- 2004 - Choices
- 2004 - Bass Freak Out
- 2005 - Metal
- 2006 - Wood II
- 2007 - Downright Upright
- 2009 - Hands
- 2009 - It Is What It Is
- 2010 - Bromberg Plays Hendrix
- 2012 - Compared To That
- 2016 - Full Circle
- 2017 - Brombo III!!! JB Project
- 2018 - Thicker Than Water
- 2020 - Celebrate Me Home: The Holiday Sessions
- 2021 - A Little Driving Music